# Gunstar Heroes
Gunstar Heroes es un videojuego run and gun desarrollado por Treasure y distribuido por Sega. Fue el juego debut de Treasure, originalmente lanzado para la Sega Genesis en 1993. La premisa del juego gira en torno a un par de personajes, los Gunstars, en su intento de evitar que un imperio malvado consiga cuatro gemas poderosas. Los personajes pueden disparar su arma y realizar una serie de maniobras acrobáticas para luchar contra los enemigos a lo largo de cada nivel. Existen cuatro armas distintas en el juego que pueden ser combinadas de a pares para crear tipos de disparos distintos.
El desarrollo de Gunstar Heroes comenzó dentro de un grupo de empleados de Konami en 1991. Tras la falta de voluntad de Konami de abrazar las ideas de su juego original, el grupo se fue en 1992 y formó Treasure para completar su proyecto. El equipo optó por desarrollar su juego para la Genesis por el microprocesador Motorola 68000 del sistema. En un principio, Sega rechazó su propuesta, pero la aprobaría más adelante luego de que trabajaran juntos durante meses en McDonald's Treasure Land Adventure (1993). Treasure trabajó en ambos juegos en paralelo, y lanzó Gunstar Heroes mundialmente como su primer juego en 1993.
Gunstar Heroes fue un éxito de la crítica, siendo elogiado por su acción frenética y gráficos avanzados. Ayudó a Treasure a establecerse en la industria, e introdujo varias convenciones de diseño que se volverían propias de sus siguientes trabajos, como los jefes gigantes y un sentido del humor único. Fue relanzado en varias ocasiones, incluyendo ports dedicados para la Game Gear y la Nintendo 3DS, y ha recibido una secuela para la Game Boy Advance. En retrospectiva, es considerado uno de los mejores juegos de acción de la era de los 16-bit, y uno de los mejores videojuegos de todos los tiempos.

## Jugabilidad
Gunstar Heroes es un juego run and gun que se juega desde una perspectiva similar a Contra. El juego se puede jugar de un solo jugador, o de forma cooperativa con otro más. Los jugadores toman el rol de Gunstar Red y Gunstar Blue, quienes deben luchar contra un imperio malvado para controlar unas gemas poderosas. El juego dispone de siete niveles; los primeros cuatro pueden ser elegidos en cualquier orden. El formato de los niveles varía; mientras que algunos cuentan con el formato típico de moverse de izquierda a derecha, otros le exigirán al jugador subirse a un carro minero a través de las paredes, luchar contra los enemigos en un helicóptero, o jugar un juego de mesa. Completar un nivel le otorgará al jugador una extensión de su salud máxima.
Al comenzar una partida, el jugador puede elegir una postura de disparo libre o fija; la postura fija inmoviliza al personaje mientras dispara, y la postura libre permite al jugador moverse en la dirección a la que apunta. El jugador también tiene la opción de elegir un arma inicial. Existen cuatro tipos de disparos en el juego, un disparo buscador, un rayo, un lanzallamas y una ametralladora. Cada arma tiene sus ventajas y desventajas, y podrán cambiarse con otras armas encontradas en cada nivel. Las armas pueden ser combinadas entre sí para producir disparos únicos. Por ejemplo, el disparo buscador puede combinarse con la ametralladora para añadirle un efecto buscador, o se pueden combinar dos rayos para crear un disparo de rayo aún más poderoso. Además de disparar, los personajes pueden realizar una serie de maniobras acrobáticas, incluyendo saltar, deslizarse, agarrar y lanzar enemigos.

## Desarrollo
En 1991, varios empleados de Konami, liderados por el programador Masato Maegawa, se reunieron en cafeterías para trabajar en un juego original. Se encontraban estableciendo los primeros conceptos para un juego de acción y disparos, un género con el que se encontraban muy familiarizados. Le presentaron la idea a Konami, pero se les dijo que no vendería, y la idea terminó siendo rechazada. Maegawa y su equipo se frustraban cada vez más por la dependencia de la industria en secuelas de franquicias establecidas y las conversiones de juegos de arcade a consola para generar ganancias. Sintieron que Konami había entrado en este patrón como compañía grande, dependiendo de las secuelas de sus series de Castlevania y Las tortugas ninja. Maegawa y su grupo sentían que los consumidores querían juegos originales, por lo que, en 1992, abandonaron Konami y establecieron Treasure para continuar el desarrollo de su juego original.
Treasure quiso desarrollar su juego para la Sega Genesis. Maegawa se interesó en la plataforma por su microprocesador Motorola 68000, el cual consideró más fácil para programar que la Super NES, y más poderoso. El equipo decidió acercarse a Sega para firmar un contrato de distribución. Cuando presentaron sus documentos de diseño por primera vez a Sega, estos no fueron aprobados, ya que no contaban con antecedentes comprobables. En su lugar, Sega contrató a Treasure para desarrollar McDonald's Treasure Land Adventure (1993). Luego de varios meses en desarrollo, finalmente fueron aprobados para trabajar en su juego de acción original. En un principio, utilizaban su título provisional Lunatic Gunstar, creyendo que Lunatic (lunático) era una buena descripción de la acción estimulante del juego. Sega de América sintió que dicha palabra tenía una connotación negativa, y rechazó el título. El equipo también había considerado Blade Gunner, como homenaje a ''Blade Runner'', pero también fue rechazado por restricciones de derechos de autor. Sega de América finalmente sugirió la palabra Heroes, por lo que Gunstar Heroes se convirtió en el título final.
Treasure consistía de aproximadamente 18 personas, en su mayoría programadores de Konami. El personal se encontraba dividido a la mitad para trabajar en Gunstar Heroes y McDonald's Treasure Land Adventure en paralelo. El equipo principal detrás de Gunstar Heroes consistía de seis personas: dos programadores, dos diseñadores gráficos, y dos programadores de sonido. El personal, cuyos miembros eran conocidos por sus apodos, estaba compuesto por el programador principal Yaiman, el programador de enemigos y jefes Nami, los diseñadores gráficos Han y Iuchi, el compositor Non, y el programador de efectos de sonido Murata. El rol de diseñador de juego no existía en Treasure; todo el diseño del juego y su planificación fueron realizados por todo el equipo involucrado. El equipo sintió que tenían más libertad trabajando para Sega que para Konami. Maegawa fue aprobado para añadir un logo de Treasure cuando el juego arrancara, lo cual sintió que era una oportunidad muy rara para los desarrolladores en aquel entonces.
El desarrollo de Gunstar Heroes duró entre nueve y diez meses. Fue la primera experiencia de programación del equipo para la Genesis, tras haber programado para la Super NES en Konami. Los programadores Mitsuru Yaida y Hideyuki Suganami habían trabajado previamente en Contra III: The Alien Wars (1992) para la Super NES en Konami. El equipo sintió que el procesador de Genesis era más potente, capaz, y amigable con la experimentación que las otras consolas. Esto los llevó a considerarla más adecuada para los juegos de acción y los efectos gráficos que buscaban crear. El equipo implementó efectos visuales fuertes en un ejercicio de experimentación de diseño, y no como un esfuerzo en llevar al hardware al límite. Parte de aquella experimentación fue dada con las capacidades de rotación y escalado de los sprites del sistema, lo que evocaba una sensación de profundidad. Sin embargo, la Genesis tenía sus limitaciones, ya que solo podía mostrar 64 colores en la pantalla a la vez. El equipo se esforzó más en colorear para compensar. Los primeros fondos estaban dibujados en una paleta de 16 colores, pero, al parecer desolados, finalmente utilizaron dos paletas con 32 colores. El equipo también utilizó trucos de programación para aparentar que el escenario estuviera hecho de tres o cuatro capas, aunque la Genesis solo admitiera dos.
El equipo abordó Gunstar Heroes con un concepto de «todo vale», que llevó a que se implementaran varias ideas ambiciosas en el juego final. Un concepto fue la mecánica de combinación de armas, la cual fue concebida en las primeras fases de planificación. Experimentaron con atributos de armas hasta el final del desarrollo, y diseñaron el juego para que los jugadores pudieran descubrir más armas e idear nuevas formas de completar los niveles. El procesador también hizo posible crear enemigos con extremidades articuladas, como el jefe «Seven Force», el cual, junto a los demás jefes, fue programado por Nami. Debido a que mover sprites muy grandes resultaba difícil con una RAM de video limitada, dicho jefe se construyó combinando círculos y cuadrados para formar un personaje grande. Maegawa dice que el juego nunca habría podido funcionar en la Super NES porque las animaciones de los jefes requerían un poder de cómputo expandido. Los personajes enemigos estándar, diseñados por Han, son mostrados en pantalla combinando un sprite superior y uno inferior, permitiendo más patrones de animación con menor uso de memoria. Han se inspiró en el juego Mazin Saga: Mutant Fighter (1993) para programar los enemigos manualmente, y no con algoritmos matemáticos. El juego era de 16 megabits pero fue comprimido para estar por debajo de los 8.

## Lanzamiento
Aunque McDonald's Treasure Land Adventure haya sido completado primero, Treasure decidió esperar y lanzar Gunstar Heroes primero porque querían que su debut fuese un juego original. Casi fue rechazado para un lanzamiento americano por Sega de América, siendo aprobado únicamente por Mac Senour, el último productor en la cola de revisión, luego de que otros 12 lo rechazaran. Senour creía que los otros productores habían desestimado al juego por sus sprites de personajes pequeños, comparado con los sprites populares más grandes de aquel entonces. Senour le pidió a Treasure que cambiara un personaje jefe porque se veía demasiado parecido a Adolf Hitler.
Gunstar Heroes fue lanzado en Japón el 10 de septiembre de 1993, y en occidente ese mismo mes. Sega subestimó la demanda en Japón, donde su envío inicial fue de solamente 10.000 unidades. Mientras tanto, Sega de América también había ordenado una pequeña impresión inicial, ya que no confiaban generalmente en los juegos de Sega de Japón. El juego no fue promocionado y se difundió de boca en boca. GameFan en particular disfrutó el juego y distribuyó la primera entrevista en inglés con Maegawa. Se enviaron aproximadamente 70.000 copias del juego en total en Japón, y 200.000 fuera del país. Una versión arcade también fue lanzada para el arcade board de Sega Mega-Play.

### Ports y relanzamientos
Un port de Game Gear fue desarrollado por M2. Sega le preguntó a M2 si querían hacer un juego de Game Gear luego de quedar impresionados por su port de Gauntlet para Genesis. M2 deseaba portear The Cliffhanger: Edward Randy, pero finalmente se les encargó Gunstar Heroes. Como la versión de Genesis empujaba las limitaciones de ''hardware'', un port de Game Gear sería difícil. El port tuvo algunos cambios, como la omisión del Dice Palace, y una menor tasa de fotogramas. Fue lanzado el 24 de marzo de 1995.
Sega lanzó Gunstar Geroes Treasure Box en 2006 en Japón, una compilación de juegos de Treasure para la PlayStation 2 como parte de su serie de Sega Ages 2500. El compilado incluye Gunstar Heroes, Dynamite Headdy (1994), y Alien Soldier (1995). Los juegos se corren a través de un emulador que incluye opciones de visualización, como filtros y resolución. Las versiones de Japón e internacionales de cada juego fueron incluidas, junto con los ports de Game Gear de Gunstar Heroes y Dynamite Headdy, y un prototipo de la versión de Genesis de Gunstar Heroes. Se incluye una galería con imágenes escaneadas de los manuales de instrucción originales, ilustraciones conceptuales, y documentos de diseño. Esta compilación fue lanzada digitalmente en la PlayStation Store en 2012.
El juego fue porteado por M2 para la Nintendo 3DS en 2015 como parte de la línea de Sega de 3D Classics. Gunstar Heroes no fue originalmente considerado para la serie porque se creía que convertir los fondos del juego en un efecto 3D resultaría imposible, pero dichos problemas percibidos fueron superados más tarde. Además de admitir 3D estereoscópico, el juego dispone de dos nuevos modos de juego: el modo Gunslinger, que permite al jugador empezar con un arsenal completo de cada tipo de arma, y otorga la capacidad de cambiar la postura de disparo en cualquier momento; y el modo Mega Life, que permite al jugador empezar con el doble de salud. El juego también soporta el juego cooperativo local e incluye las versiones japonesa e internacional.
Gunstar Heroes también ha sido lanzado en la Xbox 360, PlayStation 3, Wii, y Windows. Una versión Sega Forever para celulares fue lanzada en 2017. El juego fue lanzado nuevamente para el Nintendo Switch Online + Expansion Pack en 2021.

## Recepción
Gunstar Heroes logró un mayor reconocimiento del que anticipaba Treasure. Electronic Gaming Monthly lo llamó su «juego del mes», y el juego se clasificó en el primer lugar en Beep! Mega Drive en Japón. GameFan lo consideró su «juego del año» y lo llamó un nuevo punto de referencia para los juegos de acción. Mean Machines Sega escribió que Gunstar Heroes se estaba convirtiendo en un nuevo estándar para los juegos de acción en la Genesis, llamándolo «un título impresionante tanto en la apariencia como en la jugabilidad que ofrece». Electronic Gaming Monthly estuvo de acuerdo, con un crítico llamándolo «uno de los juegos más intensos que he visto en la escena de los videojuegos hogareños». Tanto Sega Magazine como Sega Force sintieron que el juego era imprescindible para los propietarios de Genesis.
El juego ha sido aclamado por su acción rápida y furiosa. Electronic Gaming Monthly lo ha llamado «uno de los carros más intensos hasta ahora [...] con una intensidad interminable de principio a fin». Mean Machines Sega estuvo de acuerdo, felicitando la variedad en el diseño de niveles y el «caos frenético de alta densidad». Sega Force creía que la variedad del juego evitaba que fuera monótono y, en su lugar, revigorizó el género de las plataformas. Computer and Video Games estuvo de acuerdo, sintiendo que la personalización de las opciones de jugabilidad lo mantuvo interesante y original. Algunos críticos elogiaron las acrobacias de los personajes del jugador y las maniobras de ataque por añadir emoción. GamePro llamó a Gunstar Heores «caos en un carro» con «acción asesina, controles excelentes, y un diseño de juego imaginativo». El modo cooperativo de dos jugadores fue aclamado, aunque algunos sintieron que generaba mucho desorden en la pantalla para diferenciar a los personajes del jugador.
Los gráficos del juego fueron resaltados por varios críticos, con GamePro llamándolo «un asalto a tus sentidos». Mean Machines Sega sintió que la rotación y escalado de sprites superó las capacidades de la Super NES. A Sega Magazine también le gustó el escalado de sprites, y señaló su uso en el jefe ''Seven Force''. Otros críticos también sintieron que los jefes estuvieron bien animados y diseñados, algunos extendiendo sus comentarios a las animaciones de los personajes del jugador. Computer and Video Games felicitó los efectos gráficos de las explosiones, mientras que otros críticos aclamaron los efectos de sonido con los que se emparejaron para mejorar la atmósfera del juego. Un crítico de Electronic Gaming Monthly lo llamó «uno de los juegos más hermosos que he visto de Sega en mucho tiempo».

### Ports
Los críticos elogiaron el port de Game Gear como una gran conversión de 8-bit. GameFan sintió que era gráficamente avanzado para un juego de Game Gear. Mean Machines Sega estuvo de acuerdo; pensó que los gráficos se mantuvieron fieles a la versión original de 16-bit a pesar de los límites del sistema. La versión de 3DS fue aclamada por las opciones y mejoras añadidas; USgamer y Nintendo World Report la llamaron la mejor versión del juego. El port de móvil fue criticado por resultar difícil de jugar con los controles táctiles.

## Legado
Gunstar Heroes fue listado como uno de los mejores juegos jamás hechos por varias publicaciones. Los críticos lo han llamado un «clásico» de la era de los 16-bit, con IGN diciendo que su ritmo y velocidad fueron «casi inigualables» en aquella época. Otros lo llamaron uno de los mejores juegos de Genesis. Electronic Gaming Monthly lo llamó «uno de los mejores juegos cooperativos jamás hechos». USgamer escribió que su naturaleza caótica y descarada lo volvió la «quintaesencia de la era clásica de Sega» en contraste con las ofrendas más gentiles de Nintendo. Nintendo World Report lo llamó «un logro increíble, tanto creativa como técnicamente» para la Genesis. Tanto TouchArcade como GameSpy lo consideraron uno de los mejores juegos de desplazamiento de acción jamás creados.
Siendo el juego debut de Treasure, Gunstar Heroes ayudó a establecer su reputación en la industria. Retro Gamer escribió que el juego «voló el estándar de los ''shooters'' de plataforma 2D». Los desarrolladores de aquel entonces se inspiraron en él para crear títulos como Vectorman (1995) y Shinobi III (1993). Treasure también comenzó a ganar un seguimiento de fanes fieles y dedicados, el cual USgamer sintió que se lo ganaron por «una sensación de integridad del trabajo de Treasure que no se ve a menudo en juegos de esa era». 1UP.com escribió que, entre Gunstar Heroes y otros juegos de Genesis, Treasure se había ganado la reputación de «maestro de la acción ''hardcore''». Muchas de las convenciones de diseño que Treasure utilizó en Gunstar Heroes volverían para convertirse en características de los trabajos posteriores de Treasure, como el sentido del humor peculiar y la acción a un nivel absurdo. Una secuela fue lanzada para la Game Boy Advance en 2005 llamada Gunstar Super Heroes.